# 戚瀾
戚瀾（1423年—？），字文湍，浙江紹興府餘姚縣人，民籍，明朝政治人物。進士出身。

## 生平
正統六年（1441年）辛酉科順天府鄉試第十七名，曾任辰州府學教授。景泰二年（1451年）辛未科會試第六十八名，殿試登進士第二甲第三名。授翰林院編修。

## 軼事
楊儀《高坡異纂》載戚瀾母喪服闕入都途中死於錢塘，成為錢塘潮神之事。

## 家族
曾祖父戚仲良。祖父戚思敬。父亲戚熙。